# Irina Borissova
Irina Borissova (26 de agosto de 1995), es una luchadora kazaja de lucha libre. Ganó una medalla de plata en Campeonato Asiático de 2016. Segunda en el Campeonato Mundial de Juniores del año 2015.